# أنطونيو نج
أنطونيو نج (بالصينية: 吳國昌) هو سياسي صيني، ولد في 26 سبتمبر 1957 في الصين. حزبياً، نشط في New Macau Association ‏. في 2014 Taiwan city and county council election ‏، انتخب Member of Nantou County Council ‏ عن دائرة 5th Constituency of Regional Councilors of Nantou County ‏ خلال فترته النيابية ‏ (25 ديسمبر 2014 – ).